# Tour de France 1957
Il Tour de France 1957, quarantaquattresima edizione della Grande Boucle, si svolse in ventidue tappe tra il 27 giugno e il 20 luglio 1957, per un percorso totale di 4 665 km. 
Fu vinto per la prima volta dal passista-cronoman francese Jacques Anquetil, all'esordio al Tour (e, quindi, al primo podio della carriera nella corsa a tappe francese). 
Si trattò della ventunesima edizione in cui si affermò come vincitore un corridore di casa.
Il fuoriclasse normanno, sedicesimo corridore francese a trionfare nella Grande Boucle, terminò le proprie fatiche sugli asfalti transalpini con il tempo di 135h44'42". 
Il passista-scalatore belga Marcel Janssens (all'unico podio della carriera al Tour) si classificò al secondo posto della graduatoria generale.
La terza posizione della classifica generale fu appannaggio del passista-scalatore austriaco Adolf Christian (anch'egli, come Anquetil, subito a podio all'esordio nella Grande Boucle. Ma per lui, a differenza di Anquetil, questo sarà l'unico podio della propria carriera al Tour).
In questa annata l'italiano Gastone Nencini eguagliò un importante primato stabilito nel 1955 dal collega francese Raphaël Géminiani: il "Leone del Mugello" diventò il secondo - e finora ultimo - ciclista ad aver concluso, nello stesso anno, i tre Grandi Giri nei primi dieci della classifica generale (primo al Giro d'Italia, sesto al Tour de France e nono alla Vuelta a España).

## Tappe
| Tappa  | Data      | Percorso                                        | km    | Vincitore di tappa | Leader cl. generale |
| ------ | --------- | ----------------------------------------------- | ----- | ------------------ | ------------------- |
| 1ª     | 27 giugno | Nantes > Granville                              | 204   | André Darrigade    | André Darrigade     |
| 2ª     | 28 giugno | Granville > Caen                                | 226   | René Privat        | René Privat         |
| 3ª-1ª  | 29 giugno | Circuito di Caen (cron. a squadre)              | 15    | Francia            | René Privat         |
| 3ª-2ª  | 29 giugno | Caen > Rouen                                    | 134   | Jacques Anquetil   | René Privat         |
| 4ª     | 30 giugno | Rouen > Roubaix                                 | 232   | Marcel Janssens    | René Privat         |
| 5ª     | 1º luglio | Roubaix > Charleroi (BEL)                       | 170   | Gilbert Bauvin     | Jacques Anquetil    |
| 6ª     | 2 luglio  | Charleroi (BEL) > Metz                          | 248   | André Trochut      | Jacques Anquetil    |
| 7ª     | 3 luglio  | Metz > Colmar                                   | 223   | Roger Hassenforder | Nicolas Barone      |
| 8ª     | 4 luglio  | Colmar > Besançon                               | 192   | Pierino Baffi      | Jean Forestier      |
| 9ª     | 5 luglio  | Besançon > Thonon-les-Bains                     | 188   | Jacques Anquetil   | Jean Forestier      |
|        | 6 luglio  | giorno di riposo                                |       |                    |                     |
| 10ª    | 7 luglio  | Thonon-les-Bains > Briançon                     | 247   | Gastone Nencini    | Jacques Anquetil    |
| 11ª    | 8 luglio  | Briançon > Cannes                               | 286   | René Privat        | Jacques Anquetil    |
| 12ª    | 9 luglio  | Cannes > Marsiglia                              | 239   | Jean Stablinski    | Jacques Anquetil    |
| 13ª    | 10 luglio | Marsiglia > Alès                                | 160   | Nino Defilippis    | Jacques Anquetil    |
| 14ª    | 11 luglio | Alès > Perpignano                               | 246   | Roger Hassenforder | Jacques Anquetil    |
| 15ª-1ª | 12 luglio | Perpignano > Barcellona (ESP)                   | 197   | René Privat        | Jacques Anquetil    |
| 15ª-2ª | 12 luglio | Circuito del Montjuïc (ESP) (cron. individuale) | 10    | Jacques Anquetil   | Jacques Anquetil    |
|        | 13 luglio | giorno di riposo                                |       |                    |                     |
| 16ª    | 14 luglio | Barcellona (ESP) > Ax-les-Thermes               | 220   | Jean Bourlès       | Jacques Anquetil    |
| 17ª    | 15 luglio | Ax-les-Thermes > Saint-Gaudens                  | 236   | Nino Defilippis    | Jacques Anquetil    |
| 18ª    | 16 luglio | Saint-Gaudens > Pau                             | 207   | Gastone Nencini    | Jacques Anquetil    |
| 19ª    | 17 luglio | Pau > Bordeaux                                  | 194   | Pierino Baffi      | Jacques Anquetil    |
| 20ª    | 18 luglio | Bordeaux > Libourne (cron. individuale)         | 66    | Jacques Anquetil   | Jacques Anquetil    |
| 21ª    | 19 luglio | Libourne > Tours                                | 317   | André Darrigade    | Jacques Anquetil    |
| 22ª    | 20 luglio | Tours > Parigi                                  | 227   | André Darrigade    | Jacques Anquetil    |
| Totale | Totale    | Totale                                          | 4 665 |                    |                     |

## Squadre e corridori partecipanti
| N.    | Cod. | Squadra           |
| ----- | ---- | ----------------- |
| 1-10  | FRA  | Francia           |
| 11-20 | BEL  | Belgio            |
| 21-30 | ITA  | Italia            |
| 31-40 | NLD  | Paesi Bassi       |
| 41-50 | ESP  | Spagna            |
| 51-60 | LMX  | Lussemburgo/Mista |

| N.      | Cod. | Squadra         |
| ------- | ---- | --------------- |
| 61-70   | SUI  | Svizzera        |
| 71-80   | OVE  | Ovest           |
| 81-90   | SES  | Sud-Est         |
| 91-100  | NEC  | Nord Est-Centro |
| 101-110 | SOV  | Sud-Ovest       |
| 111-120 | IDF  | Île-de-France   |

## Resoconto degli eventi
Al Tour 1957 parteciparono 120 corridori, dei quali 56 giunsero a Parigi.
Il vincitore di questa edizione, Jacques Anquetil, fu anche il corridore che si impose nel maggior numero di frazioni: quattro su un totale di ventiquattro (considerando le semitappe). Il normanno conquistò la maglia gialla già alla sesta frazione, confermandola però per un solo giorno; perse infatti il simbolo del primato al termine dell'ottava prova, ma al termine dell'undicesima se ne riappropriò definitivamente fino all'arrivo di Parigi, per un totale di sedici finali di tappa su ventiquattro da leader.
Il dominio di Anquetil trasse origine in quella che sarebbe poi diventata la caratteristica peculiare di tutta la sua carriera: la capacità di mulinare rapporti durissimi, che gli permisero quindi di diventare un eccellente passista e un superbo cronoman. Infatti, nelle tre prove contro il tempo di questa edizione, egli vinse entrambe le prove individuali e la prova a squadre con la sua nazione; inoltre, unì questa sua peculiarità con la capacità di resistere agli attacchi degli avversari in salita.
Questo Tour rappresentò il primo di ben cinque affermazioni di Anquetil. Le altre quattro sue vittorie saranno consecutive, a partire dal 1961, fino al 1964.
Adolf Christian è tuttora l'unico corridore di nazionalità austriaca ad essere salito sul podio di Parigi.

## Classifiche finali

### Classifica generale - Maglia gialla
| Pos. | Corridore        | Squadra     | Tempo      |
| ---- | ---------------- | ----------- | ---------- |
| 1    | Jacques Anquetil | Francia     | 135h44'42" |
| 2    | Marcel Janssens  | Belgio      | a 14'56"   |
| 3    | Adolf Christian  | Svizzera    | a 17'20"   |
| 4    | Jean Forestier   | Francia     | a 18'02"   |
| 5    | Jesús Loroño     | Spagna      | a 20'17"   |
| 6    | Gastone Nencini  | Italia      | a 26'03"   |
| 7    | Nino Defilippis  | Italia      | a 27'57"   |
| 8    | Wim van Est      | Paesi Bassi | a 28'10"   |
| 9    | Jan Adriaenssens | Belgio      | a 34'07"   |
| 10   | Jean Dotto       | Sud-Est     | a 36'31"   |

### Classifica a punti - Maglia verde
| Pos. | Corridore        | Squadra     | Punti |
| ---- | ---------------- | ----------- | ----- |
| 1    | Jean Forestier   | Francia     | 301   |
| 2    | Wim van Est      | Paesi Bassi | 317   |
| 3    | Adolf Christian  | Svizzera    | 366   |
| 4    | Joseph Thomin    | Ovest       | 402   |
| 5    | Jacques Anquetil | Francia     | 405   |

### Classifica scalatori
| Pos. | Corridore        | Squadra | Punti |
| ---- | ---------------- | ------- | ----- |
| 1    | Gastone Nencini  | Italia  | 44    |
| 2    | Louis Bergaud    | Francia | 43    |
| 3    | Marcel Janssens  | Belgio  | 32    |
| 4    | Jacques Anquetil | Francia | 24    |
| 4    | Jesús Loroño     | Spagna  | 24    |

### Classifica a squadre
| Pos. | Squadra     | Tempo      |
| ---- | ----------- | ---------- |
| 1    | Francia     | 405h59'08" |
| 2    | Italia      | a 1h24'36" |
| 3    | Belgio      | a 2h24'36" |
| 4    | Paesi Bassi | a 3h43'43" |
| 5    | Ovest       | a 3h51'49" |